# 霍利奇

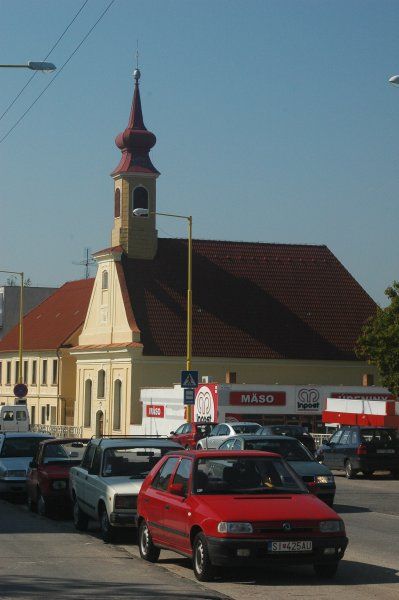

霍利奇是斯洛伐克的城鎮，位於該國西部，由特爾納瓦州負責管轄，面積34.79平方公里，海拔高度185米，2005年人口11,627，其中六成居民信奉羅馬天主教。

## 外部連結
- Town website （页面存档备份，存于）